# NGC 1198
NGC 1198 é uma galáxia elíptica (E-S0) localizada na direcção da constelação de Perseus. Possui uma declinação de +41° 50' 56" e uma ascensão recta de 3 horas, 06 minutos e 13,3 segundos.
A galáxia NGC 1198 foi descoberta em 6 de Dezembro de 1880 por Édouard Jean-Marie Stephan.